# روبرتو کاربایس بائنا
روبرتو کاربایس بائنا (اسپانیایی: Roberto Carballés Baena‎؛ زادهٔ ۲۳ مارس ۱۹۹۳) تنیس‌باز اهل اسپانیا است.